# Augustemburgo

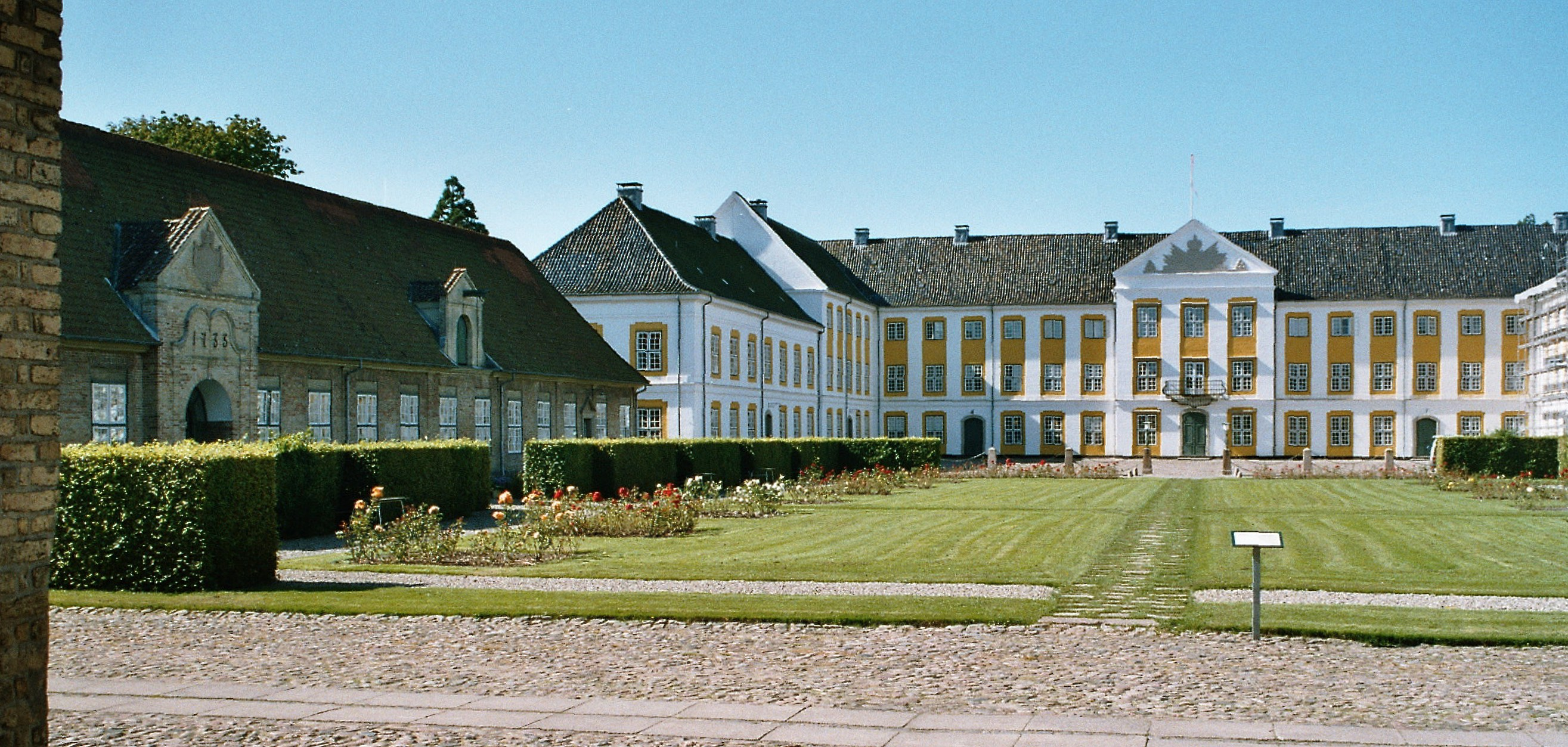
Château de Augustenborg, localizado em Augustemburgo, Dinamarca.

Augustemburgo (em dinamarquês: Augustenborg) é um município da Dinamarca, localizado na região sul, no condado de Jutlândia do Sul. O município tem uma área de 53,31 km² e uma  população de 6 577 habitantes, segundo o censo de 2005.